# Солтан Олександрович
Солтан Олександрович (хрещене ім'я — Олександр; ?—1495) — руський шляхтич, державний діяч Великого князівства Литовського, дипломат та мандрівник. Підскарбій надвірний (1474—1482), маршалок господарський (1482—1495), намісник слонімський (1483—1490), новогрудський (1486—1487), бельський (1492—1495), засновник роду Солтанів.

## Біографія
Син підскарбія земського литовського Олександра Юрійовича.
З юних років він, ймовірно, служив при дворі короля Казимира IV Ягеллона. Король називає його своїм дворянином, який здійснює паломництво до Гробу Господнього в рекомендаційному листі (глейті) європейським правителям, виданому в Гродно 20 квітня 1467 року. Наприкінці 1467 р. Солтан перебував при дворі німецького імператора Фрідріха III, де виявив бажання відвідати інші країни та вчитися лицарства, а 1 грудня 1467 р. у Вінер-Нойштадті отримав імператорський рекомендаційний лист. З Німеччини вирушив до Італії, деякий час провів при дворі сицилійсько-неаполітанського короля Фердинанда в Паццуолі і 5 березня 1468 року отримав його листа.
З Неаполя вирушив до Риму, де зустрівся з Папою Павлом II, який особисто прийняв його в католицтво, не вимагаючи повторного хрещення. За розпорядженням Папи кардинал Вісаріон зробив для пана Солтана трансумпцію (засвідчену копію) акту Флорентійської унії. Від імені Папи 15 березня 1468 р. в Римі йому було видано подорожній лист із благословенням на поїздку до Єрусалиму з 10 слугами. Ймовірно, одразу поїхав у Палестину, джерела не згадують про нього більше пів року. За словами Еразма Цьолака, він повторив в Єрусалимі відмову від грецького обряду при отриманні стрічки Ордена Гробу Господнього. Можливо, він отримав лише стрічку — особливий знак ордену, але пізніше був названий кавалером ордена.
У грудні 1468 року знову в Італії, при дворі міланського герцога Галеаццо Марії Сфорца, який видав йому подорожній лист. Вирушив до Кастилії, де отримав від короля Енріке IV Орден Стрічки, а звідти до Португалії. За словами В. і А. Паравічіні, за паломницькою традицією, він мав відвідати також гробницю апостола Якова в Сантьяго-де-Компостела, але джерела про це не згадують. З Португалії з листом короля Афонсу V від 17 березня 1469 р. через Францію прибув до двору герцога Бургундського Карла Сміливого в Куртрі. 24 травня 1469 р. отримав пост герцогського «радника і камергера» (consiliarium et cambellanum). З листом від герцога Карла він відвідав двір короля Англії Едуарда IV, також добре прийнятий і 4 червня 1469 року у Віндзорі наділений золотим лицарським ланцюгом з привілеєм.
Через неточність перекладу XVII ст. виконаного Іпатієм Потіїм, в історіографії укорінилась думка що Солтан Олександрович став уявним кавалером ордена Золотого руна. Наприклад, Г. Лулевич із застереженнями, що орден Золотого руна був родовою традицією султанів, зазначає це у статті в PSB. Деякий час він вважався кавалером Бургундського ордену Золотого Руна, проте сучасними дослідження це було також спростовано.
Подорож пана Солтана, а в 1471 році і його брата Івана мала приватний характер і відображала бажання частини православної великолитовської аристократії прийняти унію, як вважають, з метою розширення своїх прав. Водночас король Казимир і великолитовська пани-ради офіційно не починали переговори з Римом, оскільки це могли б завадити литовським планам приєднання Великого Новгорода.
Повернувся до Князівства в 1469—1470 роках. Відновлено службу при дворі, 28 лютого 1476 згадується з урядом підскарбія дворного литовського (vicethezaurarius Lithwanicus). Ймовірно, разом зі своїми братами він був одним із ініціаторів з'їзду православних князів, панів та духовенства 1476 року у Вільнюсі, де обговорювалося питання про унію з Католицькою Церквою за правилами Флорентійського собору. Він не брав участі у з'їзді, але, серед іншого, за його підсумками підписав лист до папи Сікста IV від 14 березня 1476 р. Влітку 1476 р. був при дворі короля Казимира в Мальборку, у 1477—1478 роках мандрував Польщею.
Католицьке духовенство у Вільнюсі скептично поставилося до прийняття пана Солтана в католицтво без повторного хрещення, оскільки він не мав папської булли. Литовським духовенством він не тільки не був прийнятий до громади, але й називався собакою з кафедри собору. Ймовірно, це позначилося на його ставленні до ідеї унії та католицизму загалом.
Пізніше він був маршалком земським (згаданий при уряді 23 листопада 1482 р.), займався, серед іншого, розподілом господарських нагород і платежів — товарів і грошей з казни. Цю посаду Солтан зберіг до смерті. В цей ж час тримав уряди намісника слонімського (1482—1490) та новогрудський (1486—1487), з 1492 і до смерті був намісником більським. Разом зі своїм братом Андрієм 6 серпня 1486 року був свідком надання Софією Зубравицька та її сестрою княгинею Марією Трабською до Віленського собору Непорочного Зачаття та митрополита Симеона Київського.
Дуже активний наприкінці правління короля Казимира, завжди був при дворі під час частих візитів великого князя до Литви. За службу був щедро винагороджений, зокрема йому було надано сінокос на річці Шашоні біля його «двору» і маєтності на річці Лісній під Берестям.
На початку 1486 р. разом із господарським писарем Петрашком Любичем був послом до великого князя московського Івана III Васильовича. Метою посольства, ймовірно, була дипломатична підтримка великого князя тверського Михайла Борисовича який емігрував до Великого князівства Литовського після завоювання Твері Москвою.
Після смерті Казимира Ягеллончика, у червні 1492 р. разом з католицьким єпископом луцьким Яном Пудельком від імені панів-ради та нового великого князя Олександра був послом в Польщу. Посольство мало сповістити поляків про смерть короля, покликати їх на раду та просити підтримки в боротьбі з Москвою. Пани-рада оголосили про дружбу та дотримання попередніх угод унії проти всіх ворогів, нагадали про рішення короля Казимира про розподіл польського та великолитовського престолів між синами. Від імені князя Олександра полякам рекомендувалося за волею покійного короля обрати на польський престол короля Яна Ольбрахта. Також повідомлялося, що незабаром відбудеться Великий Литовський сейм, на якому князя Олександра оберуть великим князе].
Пан Солтан входив до найближчої ради при новому великому князю. Підтвердженням високого статусу були великі пожертви від Олександра Ягеллончика. Ймовірно, ще в 1492 р. отримав «двір» Вербуй із «селищами» Гнойно, Могильно, дві Руди, Блаженики, Красноселки у Володимирському повіті, а 20 березня 1493 р. маєток Жировичі з численними селами у Слонімському повіті.
Помер у Вільно між 17 травня 1494 р., Коли як «більський намісник Солтан» був серед свідків привілею, та 22 січня 1495 р., Коли його вже названо покійним. За словами Цьолека, перед смертю він наказав викликати бернардинів, але слуги не підкорилися його волі. Ймовірно, він склав заповіт, адже його двоюрідний брат Богдан Михайлович успадкував від нього щонайменше село Дігтів на Волині, а опікунами неповнолітнього сина стали не дядьки чи їхні сини, а його двоюрідний брат Ян Літавор Хрептович.
Залишив по собі значний спадок, серед якого чимало книг, а також загадковий «стрих ушпанський», щодо якого в історіографії точились дискусії з XVII ст.

## Сім'я та діти
PSB називає дружиною Олександра Солтана Василісу з Хребтовичів. Однак судячи з того що пан Ян Хребтович називав Солтана своїм дядьком, то його матір'ю була сестра Солтана. Таким чином ім'я і походження дружини Солтана невідоме, а померла вона раніше чоловіка.
Мав від неї єдиного сина Олександра (? — після 1554) — маршалок господарський (1514—1554).